# 女はそれを我慢できない (アン・ルイスの曲)
「女はそれを我慢できない」（おんなはそれをがまんできない）は、アン・ルイスの14枚目のシングル。1978年5月5日にビクター音楽産業から発売された。規格品番はSV-6414。

## 概要
A・B面ともに、作曲はザ・ワイルドワンズの元リーダー加瀬邦彦が手掛けた。
表題曲のタイトルは、1956年公開のアメリカ映画『女はそれを我慢できない』のオマージュと思われるが、特に関連性は無い。
2020年9月2日には、MEG-CDとして復刻された。規格品番はVODL-30135。

## 収録曲
1. 女はそれを我慢できない（3分39秒）
作詞・作曲：加瀬邦彦／編曲：佐藤準
2. 湘南の男たち（3分10秒）
作詞：喜多条忠／作曲：加瀬邦彦／編曲：船山基紀

## 参考資料
- オリコン『SINGLE CHART-BOOK COMPLETE EDITION 1968-2005』オリコン・マーケティング・プロモーション、2006年4月。ISBN 9784871310765。